# Johanna Bruyn
Johanna Bruyn, född 1722, död 1782, var en nederländsk konstnär (tecknare).  Hon är känd för sina teckningar och etsningar. 
Hon var född i Amsterdam som dotter till Gerrit Bruyn (1691-1779), bomullshandlare och ägare av ett sockerraffinaderi, och Anna Ploos van Amstel (1691-1728). Hon avled ogift. Hon försörjde sig uppenbarligen på en viss affärsverksamhet, eftersom hennes testamente från 1767 nämner ospecificerade varor och handelsverksamhet, och hon tycks ha varit framgångsrik, eftersom hon lämnade efter sig mer tillgångar än hennes far. 
Hon var kusin till konsthandlaren Cornelis Ploos van Amstel, och det är känt att hon gjorde ett flertal etsningar av bland annat landskap, som uppmärksammades under hennes samtid, men som inte finns bevarade. 